# الخطة اليونانية

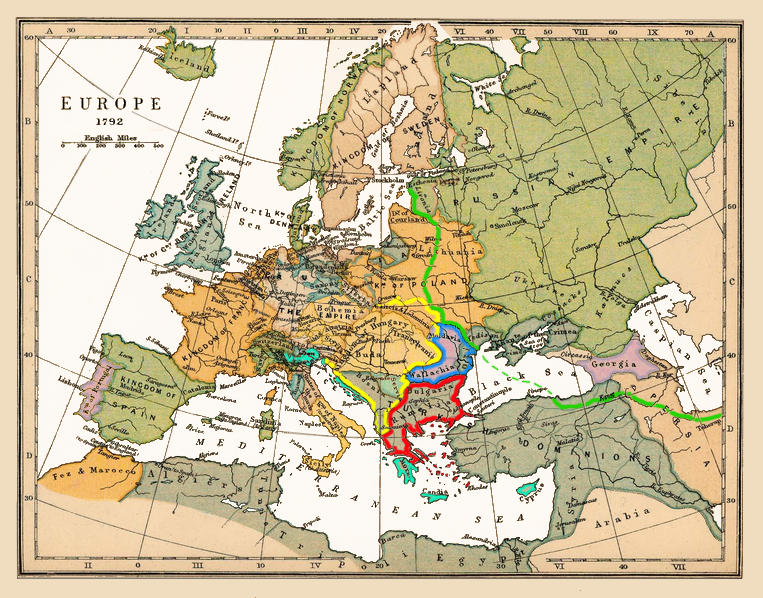
الخطة اليونانية لكاترين العظيمة: باللون الأحمر، «الإمبراطورية البيزنطية الجديدة» لحفيدها قسطنطين، باللون الأزرق «مملكة داسيا» لغريغوري بوتيمكين، باللون الأصفر تعويضات ملكية هابسبورغ وتعويضات البندقية باللون الأزرق والأخضر.

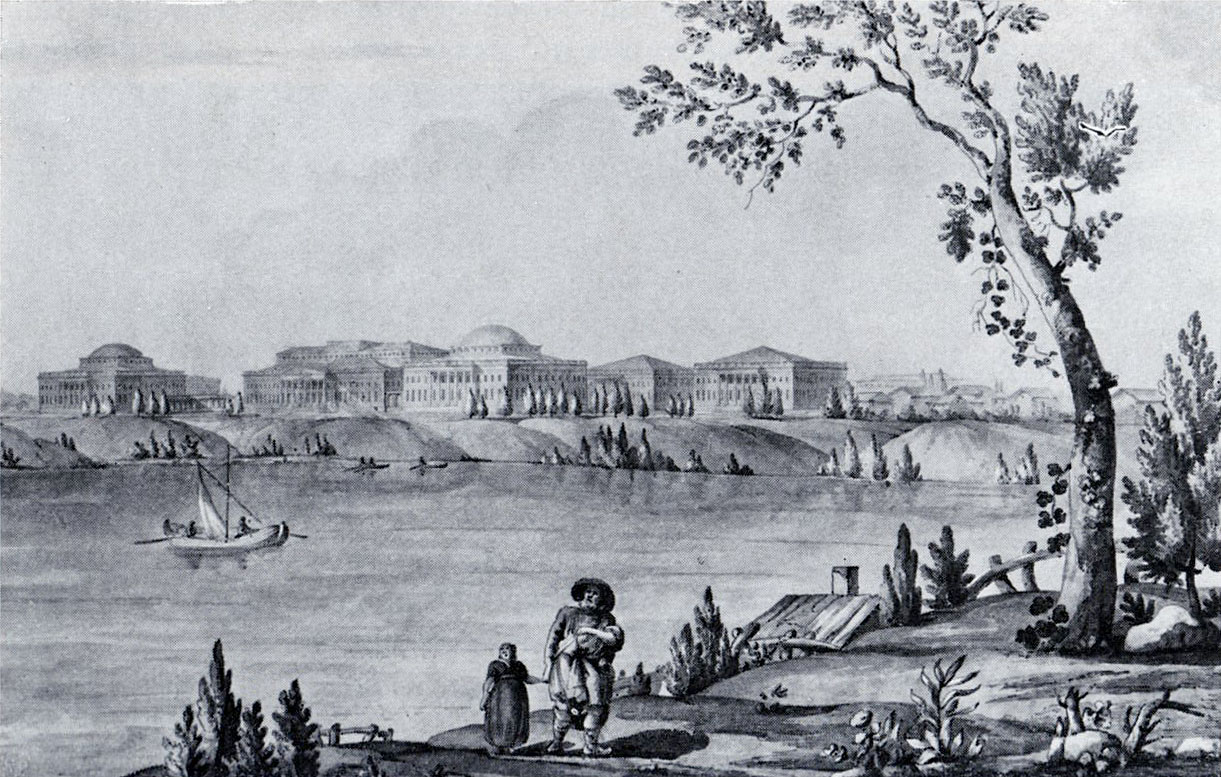
سمي قصر بيلا الضخم الواقع على ضفة نهر نيفا على اسم مسقط رأس الإسكندر الأكبر.

الخطة اليونانية أو المشروع اليوناني (الروسية: Греческий проект)، كان حلاً مبكرًا للمسألة الشرقية الذي قدمته كاترين العظيمة في أوائل ثمانينيات القرن الثامن عشر. لقد تصور تقسيم الدولة العثمانية بين الإمبراطوريتين الروسية و‌هابسبورغ متبوعًا باستعادة الإمبراطورية البيزنطية المتمركزة في القسطنطينية.

## الخطوط العريضة
مثل أسلافها، اهتمت كاترين بالمسيحيين الأرثوذكس في ظل الحكم العثماني. قامت برعاية ثورة أورلوف في نهر المورة خلال الحرب الروسية التركية (1768–1774)، ودعت العديد من اليونانيين مثل إيوانيس فارفاكيس للاستقرار في روسيا، وخاصة في شبه جزيرة القرم و‌نوفوروسيا. تصورت أن أحد أحفادها، المسمى بشكل مناسب قسطنطين، سيصبح أول إمبراطور لبيزنطة المستعادة. ومن الاعتبارات المهمة الأخرى هدف روسيا المتمثل في الوصول الحر إلى البحر الأبيض المتوسط عبر مضيق البوسفور، الذي كان العثمانيون يسيطرون عليه.
لكي تنجح هذه الخطة، يجب أن توافق القوى الأوروبية العظمى عليها وأن تتعاون قوى الدانوب. في مايو 1780، رتبت كاترين لقاءً سريًا مع جوزيف الثاني، الإمبراطور الروماني المقدس، في موغيلوف. في سلسلة من الرسائل من سبتمبر 1781، ناقشت كاترين وجوزيف خططهم لتقسيم الدولة العثمانية واستعادة الإمبراطورية البيزنطية. تم إضفاء الطابع الرسمي على التحالف النمساوي الروسي في مايو 1781.
كان الأمير بوتيمكين هو العقل المدبر للخطة اليونانية الذي أعطى أسماء يونانية للمدن التي تم تأسيسها حديثًا في نوفوروسيا (على سبيل المثال، أوديسا و‌خيرسون). تم تسليط الضوء على الرمزية البيزنطية في الكنائس الجديدة مثل كاتدرائية خيرسون. تم ترتيب لقاء آخر بين الملوك الروس والنمساويين كجزء من رحلة كاترين لشبه جزيرة القرم عام 1787. أعلن كلا البلدين الحرب على الإمبراطورية العثمانية في وقت لاحق من ذلك العام. وفاة جوزيف في عام 1790، تليها معاهدة جاسي و‌معاهدة زيشتوف، التي حصلت فيها النمسا على القليل، أنهت الاتفاقية فعليًا.

## المدن المسماة باليونانية خلال هذه الفترة

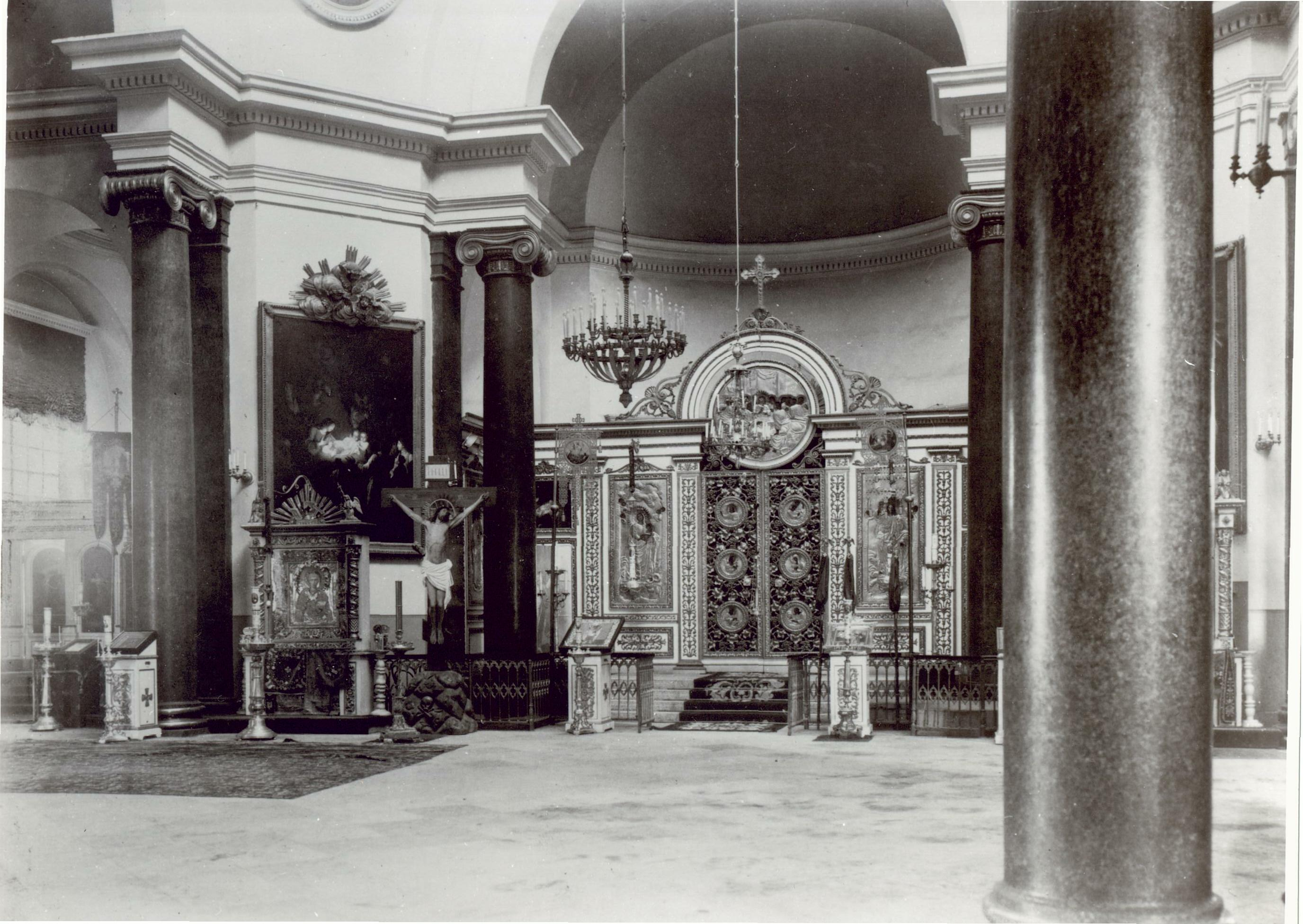
صُممت كاتدرائية صوفيا في تسارسكو سيلو كنسخة طبق الأصل صغيرة الحجم لآيا صوفيا في القسطنطينية.

أعطيت المدن الرئيسية التالية أسماء مستوحاة من اليونانية خلال هذه الفترة. كان بعضها مستوطنات جديدة، وتمت إعادة تسمية البعض الآخر.
- خيرسون (1778)، بعد خيرسونيس
- إيفباتوريا (1784)، من إيباتور: Ευ · πατωρ «(من) أب نبيل»، بعد ميثراداتس السادس من بونتوس، التي شملت شبه جزيرة القرم
- ماريوبول (1780)، بعد ماريا فيودوروفنا
- ميليتوبول (1784، أعيدت تسميتها عام 1842 بعد ميليتا (مدينة الميناء القديمة) التي كانت موجودة في المنطقة المجاورة)
- نيكوبول (أعيدت تسميتها في عام 1786 بعد نيكه، إلهة النصر)
- أوفيديوبول (1793) بعد أوفيد
- سيفاستوبول (1784)
- سيمفروبول (1784)
- ستافروبول (1777)
- تيراسبول (1792)، سمي على اسم تيراس، الاسم القديم لنهر دنيستر
- أوديسا (1795، بعد أوديسوس، يعتقد أنها تقع في المنطقة المجاورة)
- كانت هناك محاولة لإعادة تسمية ستاري قرم إلى ليفكوبول (ليوكوبوليس، «المدينة البيضاء»)، لكن الاسم لم يحظ بالشعبية مطلقًا.